# マリア・ホセファ・デ・ボルボン

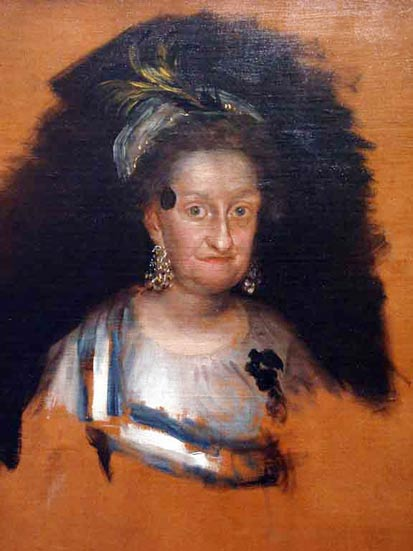
『マリア・ホセファ内親王の肖像』、フランシスコ・デ・ゴヤ画、1800年

マリア・ホセファ・カルメラ・デ・ボルボン・イ・サホーニャ（María Josefa Carmela de Borbón y Sajonia, Infanta de España, 1744年7月6日 - 1801年12月8日）は、スペインの王女。カルロス3世の娘、カルロス4世の姉で、生涯独身を通した。

## 生涯
カルロス3世（当時はナポリ・シチリア王）とその妻でポーランド王・ザクセン選帝侯アウグスト3世の娘であるマリア・アマーリアの間の第4子、四女として生まれた。名前は父方の祖母のザクセン選帝侯夫人マリア・ヨーゼファの洗礼名を受け継いでいる。父が統治していたナポリ王国の宮廷で生まれ育ち、1759年に父のスペイン王位継承に伴ってスペイン宮廷に移った。
3人の姉たちは皆夭折したため、王家の第一王女であったが、縁談に恵まれず、1764年には妹マリア・ルイサが彼女を追い越してトスカーナ大公レオポルトに嫁いだ。1768年、男やもめとなったフランス王ルイ15世の後妻となる縁談が持ち上がったが、結局実現しなかった。
マリア・ホセファは父王の死後も弟カルロス4世の宮廷に残った。カルメル会に所属するマドリードの聖テレサ女子修道院に資金援助を行い、死後、同修道院に葬ってもらう約束を取り付けた。1877年、王女の遺骸は聖テレサ修道院からエル・エスコリアル修道院の王子廟に移された。